# Quality of service
Quality of Service (съкр. QoS, в превод качество на услугата) не е определен протокол, а набор от различни правила и технологии в мрежата, позволяващи да се гарантира качеството на дадена телекомуникационна услуга. За да се гарантира то, е необходимо да се въведе стратегия за гарантиране на QoS във всички мрежови компоненти и връзки. Например при комутаторите и маршрутизаторите е разпространен следният модел:
- Входящият трафик се класифицира на база параметри на пакета като: IP адрес, номер на порт, тип на протокол, размер на пакета или друга маркировка. Могат да се използват механизми като CoS, ToS, DSCP, MPLS EXP и т.н.
- Устройството обработва вътрешно IP пакета според входящата класификация – например променя DSCP стойностите, ограничава трафика по скорост и т.н. След това, на база входящата класификация и настройките си, комутаторът или маршрутизаторът изпраща трафика към избраната изходяща опашка.
- Изходящият порт има приоритетни опашки, които позволяват високоприоритетният трафик да бъде гарантиран в случай на препълване на порта. Например, ако портът е физически и работи на 100 Мб/с, а има нужда през него да се изпратят 120 Мб/с, то трафикът от най-високоприоритетната опашка ще бъде гарантиран и няма да има загуби, от следващата по важност опашка ще има малък процент изгубени пакети и т.н. до най-малко приоритетната опашка, която ще понесе най-голяма загуба на пакети.